# Привреда Етиопије
Економија Етиопије је мешовита и транзициона економија са великим јавним сектором. Влада Етиопије је у процесу приватизације многих државних предузећа и креће се према тржишној економији. Међутим, у банкарском, телекомуникацијском и транспортном сектору доминирају предузећа у власништву државе.
Етиопија има једну од најбрже растућих економија на свету и друга је најмногољуднија земља у Африци. Многе некретнине у власништву владе током претходног режима сада су приватизоване и у процесу су приватизације. Међутим, одређени сектори попут телекомуникација, финансијских и осигуравајућих услуга, услуга ваздушног и копненог превоза и малопродаје сматрају се стратешким секторима и очекује се да ће у догледној будућности остати под државном контролом. Готово 50% становништва Етиопије је млађе од 18 година и иако се упис на образовање на основном и терцијарном нивоу значајно повећао, отварање нових радних места није надокнађено повећаним резултатима образовних завода. Земља мора да створи стотине хиљада радних места сваке године само да би била у току са растом становништва.

## Сектори

### Пољопривреда
Од 2015. године, пољопривреда чини скоро 40,5% БДП-а, 81% извоза и 85% радне снаге.  Многе друге економске активности зависе од пољопривреде, укључујући маркетинг, прераду и извоз пољопривредних производа. Производња је претежно уздржавајућег карактера, а велики део робног извоза обезбеђује мали пољопривредни сектор усева. Главни усеви укључују кафу, махунарке (нпр. грашак), уљано семе, житарице, кромпир, шећерну трску и поврће. Извоз је готово у потпуности пољопривредна роба, а кафа је највећи зарађивач девиза, а његова индустрија цвећа постала је нови извор прихода: за 2005/2006 кафа из Етиопије представљала је 0,9% светског извоза, и уљарица и цвеће од којих сваки представља 0,5%. Етиопија је други највећи произвођач кукуруза у Африци. Године 2000. стока из Етиопије допринела је 19% укупног БДП-а.
Од 2008. неке земље које увозе већину своје хране, као што је Саудијска Арабија, почеле су планирати куповину и развој великих површина обрадиве земље у земљама у развоју, као што је Етиопија. Одузимање земље изазвало је страх од извоза хране у просперитетније земље док се локално становништво суочава са властитим недостатком.
Шумски производи су углавном трупци који се користе у грађевинарству.
Риболов у Етиопији је у потпуности у слаткој води, јер нема морску обалу. Иако се укупна производња континуирано повећава од 2007. године, рибарство је врло мали део економије. Риболов је претежно занатски. У 2014. години у сектору је било запослено скоро 45 000 рибара, а само 30% њих је било запослено са пуним радним временом.

### Текстилна индустрија
Запослени у етиопским фабрикама одеће, који раде за брендове попут  Guess, H&M или Calvin Klein, примају месечну плату од 26 долара месечно. Ове врло ниске плате довеле су до ниске продуктивности, честих штрајкова и високог промета. Неке фабрике су у просеку замениле све запослене на сваких 12 месеци, наводи се у извештају Стерн центра за пословање и људска права за 2019. годину на њујоршком универзитету.
Извештај каже: „Уместо послушне и јефтине радне снаге коју промовишу у Етиопији, добављачи са страним компанијама срели су запослене који су незадовољни својим платама и животним условима и који желе да протестују све више заустављајући посао или чак одустајући од тога. Светски брендови и страни произвођачи нису предвиђали да је основна плата једноставно прениска за раднике да зарађују за живот. »

### Енергетика
Водена енергија и шуме главни су извори енергије у Етиопији. Земља користи око 90 посто својих потреба за електричном енергијом из хидроелектрана, што значи да ће производња електричне енергије, као и пољопривреда, зависити од обилних кишних падавина. Тренутно инсталирани капацитет је оцењен на око 2000 мегавата, а планирано је проширење на 10 000 мегавата. Генерално, Етиопљани се ослањају на шуме за скоро све своје енергетске и грађевинске потребе; резултат је био крчење великог дела планине током последње три деценије.
Мање од половине градова Етиопије прикључено је на националну мрежу. Потребе за нафтом задовољавају се увозом рафинираних производа, мада се нешто нафте извлачи на копно из Судана. Истраживање нафте у Етиопији траје деценијама, откад је цар Хајле Селасије доделио 50-годишњу концесију у септембру 1945.
Недавна открића нафте и гаса широм Источне Африке видела су регион као новог играча у глобалној индустрији нафте и гаса. Међутим, снажан пад цена нафте и очекивања за опоравак са ниским ценама у наредним годинама све више доводе у питање економску одрживост индустрије на овом региону. Резерве се процењују на 4 билиона кубних стопа (110 × 109 m³), док се у региону Гамбела која граничи са Суданом истражује гас и нафта.
Очекивало се да ће ова открића донети милијарде долара годишњих улагања у регион током наредне деценије. Према проценама БМИ, резултати у последњих неколико година су више него у било којем другом региону на свету, а открића се очекују да се наставе наредних неколико година. Међутим, пад глобалних цена нафте угрожава комерцијалну одрживост многих ових перспектива гаса.

### Туризам
Поред велепродаје и малопродаје, транспорта и комуникација, услужни сектор се готово у потпуности састоји од туризма. Развијен 1960-их, туризам је у великој мери опао током касних 1970-их и 1980-их, под војном владом. Опоравак је почео 1990-их, али раст је био ограничен недостатком одговарајућих хотела и друге инфраструктуре, упркос процвату изградње малих и средњих хотела и ресторана и утицају суше, рату с Еритрејом 1998–2000. и спектар тероризма. Године 2002. у земљу је ушло више од 156.000 туриста, од којих су многи Етиопљани посетили из иностранства, потрошивши више од 77 милиона долара. У 2008. години број туриста који улазе у земљу повећан је на 330.000. У 2015. години, Етиопија је проглашена за „најбољу свјетску туристичку дестинацију“ од стране Европског савета за туризам и трговину.

### Рударство
Рударски сектор је мали у Етиопији. Земља има лежишта угља, опала, драгог камења, каолина, гвожђе руде, соде пепела и тантала, али само се злато минира у значајним количинама. Године 2001. производња злата износила је око 3,4 тоне. Вађење соли из солних корита у депресији Афар, као и из извора соли у окрузима Дире и Афдер на југу, има само унутрашњу важност и извози се само занемарљива количина.

## Макроекономска кретања
Следећа табела приказује тренд бруто домаћег производа Етиопије по тржишним ценама, према проценама Међународног монетарног фонда са цифрама у милионима етиопског Бира:
| Year | Бруто домаћи производ | БДП (USD)     | Амерички долар |
|      | Бир (милион)          | по становнику | размена        |
| ---- | --------------------- | ------------- | -------------- |
| 1980 | 14,665                | 190           | 2.06 Birr      |
| 1990 | 25,011                | 257           | 2.06           |
| 1995 | 47,560                | 148           | 5.88           |
| 2000 | 64,398                | 124           | 8.15           |
| 2005 | 106,473               | 169           | 8.65           |
| 2006 | 131,672               | 202           | 8.39           |
| 2007 | 171,834               | 253           | 8.93           |
| 2008 | 245,973               | 333           | 9.67           |
| 2009 | 386,215               | 398           | 12.39          |
| 2010 | 427,026               | 361           | 13.33          |
| 2017 | 803,350               | 846           |                |

У следећој табели приказани су главни економски показатељи у периоду 1980–2017. Инфлација испод 5% је зелене боје.
| Година | БДП ((PPP у америчким доларима)) | БДП по становнику (PPP у америчким доларима) | Раст БДП-а | Инфлација (проценат) | Дуг Владе ( % БДП-а) |
| ------ | -------------------------------- | -------------------------------------------- | ---------- | -------------------- | -------------------- |
| 1980   | 10.8                             | 313                                          | 4.0%       | 12.4%                | n/a                  |
| 1981   | 11.8                             | 335                                          | n/a        | 1.9%                 | n/a                  |
| 1982   | 12.6                             | 349                                          | 1.0%       | 7.7%                 | n/a                  |
| 1983   | 14.1                             | 379                                          | 7.8%       | 3.6%                 | n/a                  |
| 1984   | 14.3                             | 372                                          | −2.3%      | −0.3%                | n/a                  |
| 1985   | 13.1                             | 329                                          | −11.4%     | 18.4%                | n/a                  |
| 1986   | 14.6                             | 356                                          | 9.7%       | 5.6%                 | n/a                  |
| 1987   | 17.1                             | 403                                          | 13.9%      | −9.1%                | n/a                  |
| 1988   | 17.8                             | 405                                          | 0.6%       | 2.2%                 | n/a                  |
| 1989   | 18.4                             | 406                                          | −0.5%      | 9.6%                 | n/a                  |
| 1990   | 19.6                             | 418                                          | 2.6%       | 5.2%                 | n/a                  |
| 1991   | 18.8                             | 388                                          | −7.2%      | 20.9%                | n/a                  |
| 1992   | 17.5                             | 349                                          | −8.9%      | 21.0%                | 87.1%                |
| 1993   | 20.3                             | 392                                          | 13.4%      | 10.0%                | 141.0%               |
| 1994   | 21.5                             | 401                                          | 3.5%       | 1.2%                 | 155.2%               |
| 1995   | 23.3                             | 421                                          | 6.1%       | 13.4%                | 146.6%               |
| 1996   | 26.9                             | 473                                          | 13.5%      | 0.9%                 | 132.8%               |
| 1997   | 28.1                             | 481                                          | 2.8%       | −7.2%                | 80.3%                |
| 1998   | 27.3                             | 453                                          | −4.2%      | 3.6%                 | 89.3%                |
| 1999   | 29.4                             | 475                                          | 6.3%       | 7.9%                 | 97.8%                |
| 2000   | 33.0                             | 520                                          | 9.8%       | 0.7%                 | 93.6%                |
| 2001   | 36.2                             | 554                                          | 7.4%       | −8.2%                | 97.3%                |
| 2002   | 37.4                             | 556                                          | 1.6%       | 1.7%                 | 107.4%               |
| 2003   | 37.3                             | 523                                          | −2.1%      | 17.8%                | 103.7%               |
| 2004   | 42.8                             | 584                                          | 11.7%      | 3.2%                 | 103.1%               |
| 2005   | 49.7                             | 661                                          | 12.6%      | 11.7%                | 78.2%                |
| 2006   | 57.0                             | 740                                          | 11.5%      | 13.6%                | 70.0%                |
| 2007   | 65.5                             | 828                                          | 11.8%      | 17.2%                | 46.8%                |
| 2008   | 74.2                             | 924                                          | 11.2%      | 44.4%                | 41.7%                |
| 2009   | 82.3                             | 1,008                                        | 10.0%      | 8.5%                 | 37.8%                |
| 2010   | 92.1                             | 1,110                                        | 10.6%      | 8.1%                 | 40.5%                |
| 2011   | 104.7                            | 1,243                                        | 11.4%      | 33.2%                | 45.3%                |
| 2012   | 116.0                            | 1,355                                        | 8.7%       | 24.1%                | 37.7%                |
| 2013   | 129.7                            | 1,491                                        | 9.9%       | 8.1%                 | 42.9%                |
| 2014   | 145.8                            | 1,650                                        | 10.3%      | 7.4%                 | 46.8%                |
| 2015   | 162.7                            | 1,812                                        | 10.4%      | 10.1%                | 54.0%                |
| 2016   | 177.6                            | 1,947                                        | 8.0%       | 7.3%                 | 53.2%                |
| 2017   | 200.6                            | 2,165                                        | 10.9%      | 9.9%                 | 54.2%                |

## Спољна трговина
До 2013. године, главна пољопривредна извозна култура била је кафа, која је осигурала око 26,4% девизних прихода Етиопије. Почетком 2014. године извоз уљарица је био важнији.  Кафа је критична за етиопску економију. Више од 15 милиона људи (25% становништва) средства за живот потиче из сектора кафе.
Остали извоз укључује живе животиње, кожу и производе од коже, хемикалије, злато, махунарке, уљано семе, цвеће, воће и поврће и кхат (или кат), листопадни грм који има психотропне квалитете када се жваће. Прекогранична трговина пасторалиста често је неформална и ван државне контроле и регулације. У источној Африци преко 95% прекограничне трговине врши се преко неслужбених канала, а неслужбена трговина живом стоком, девама, овцама и козама из Етиопије која се продаје Сомалији, Кенији и Џибутију остварује процењену укупну вредност између 250 и 300 америчких долара. милион годишње (100 пута више од званичне цифре).  Ова трговина помаже снижавању цена хране, повећању сигурности хране, ослобађању тензија од граница и подстицању регионалне интеграције. Међутим, постоје и ризици јер нерегулисана и недокументирана природа ове трговине ризикује да се болести лакше шире преко државних граница. Поред тога, влада Етиопије наводно није задовољна изгубљеним порезним приходима и девизним приходима. Недавне иницијативе су тежиле документовању и регулисању ове трговине.
Етиопији недостаје довољно девиза, у зависности од неколико рањивих усева због својих девизних зарада и ослањајући се на увозну нафту. Финансијски конзервативна влада предузела је мере за решавање овог проблема, укључујући строге контроле увоза и оштро смањене субвенције на малопродајне цене бензина. Ипак, економија у великој мјери није у стању да подржи високе војне издатке, олакшавање суше, амбициозан план развоја и неопходни увоз попут нафте; стога зависи од стране помоћи.
У децембру 1999, Етиопија је потписала споразум о заједничком улагању са 1,4 милијарде долара са малезијском нафтном компанијом Петронас за развој огромног поља природног гаса у сомалијској регији. Међутим, до 2010. године примена није успела и Петронас је свој удео продао другој нафтној компанији.